# Euonthophagus tissoni
Euonthophagus tissoni är en skalbaggsart som beskrevs av Edmund Reitter 1906. Euonthophagus tissoni ingår i släktet Euonthophagus och familjen bladhorningar. Inga underarter finns listade i Catalogue of Life.